# 李文哲
李文哲，哔哩哔哩up主，网名“大漠叔叔”。曾任中国海南省儋州市公安局技术侦查支队技术保障大队大队长，任职期间，拍摄、发布涉及警犬训练、法医和枪支科普等方面的短片备受网友关注。2019年，其发布的一条海南警方荷枪实弹抓捕电信诈骗嫌犯现场的短视频，使得“大漠叔叔”这一名字开始走红。

## 簡歷
2020年入選中央政法委第二屆「四个一百」优秀政法新媒体視頻帳號類榜單。
2021年入選哔哩哔哩該年度百大up主榜單。
2022年9月27日，海南省公安厅官方微博发布声明，称李文哲已于2022年3月18日离职，不再参与警务活动。随后，李文哲转发该声明并称“背靠大树好成长，没有身份好干活”。根据红星新闻了解，李文哲由于个人原因离职。
2022年9月28日，参加由共青团中央宣传部指导的网络直播节目第六届《网络青晚》。